# مجلس الأمة الكويتي 2020
مجلس الأمة الكويتي 2020 (الفصل التشريعي السادس عشر) من 15 ديسمبر 2020 حتى 1 مايو 2023، أجريت إنتخابات المجلس في يوم السبت 5 ديسمبر 2020 وذالك بعد أن أكمل مجلس الأمة الكويتي 2016 مدته الدستورية. وأُصدر الشيخ نواف الأحمد الجابر الصباح أمير دولة الكويت مرسوماً بدعوة مجلس الأمة لعقد أولى جلساته في 15 ديسمبر 2020 ، وترأس هاذا المجلس مرزوق علي الغانم والذي تولى الرئاسة منذ 6 أغسطس 2013 وفي 1 مايو 2023 صدر مرسوما بحل المجلس.

## أعضاء المجلس
بلغت نسبة التغيير في مجلس الأمة إلى 62% عن مجلس 2016 إذ لم ينجح من المجلس السابق سوى 19 نائبًا. وهي رابع انتخابات تُجرى بالصوت الواحد. ولأول مرة لم تحصل المرأة على مقعد في المجلس في نظام الصوت الواحد، بينما فاز الشيعة بستة مقاعد. حصل حمدان العازمي على أعلى عددٍ من الأصوات في جميع الدوائر بلغ العدد 8,387 صوتاً يليه بدر الداهوم وحقق 8,371 صوتًا.
| أسم العضو                         | الدائرة الانتخابية |
| --------------------------------- | ------------------ |
| الدكتور حسن عبدالله جوهر          | الدائرة الأولى     |
| يوسف فهد الغريب                   | الدائرة الأولى     |
| أحمد خليفة الشحومي                | الدائرة الأولى     |
| الدكتور حمد روح الدين             | الدائرة الأولى     |
| عيسى أحمد الكندري                 | الدائرة الأولى     |
| علي عبدالرسول القطان              | الدائرة الأولى     |
| عدنان سيد عبدالصمد                | الدائرة الأولى     |
| الدكتور عبدالله محمد الطريجي      | الدائرة الأولى     |
| عبد الله جاسم المضف               | الدائرة الأولى     |
| أسامة عيسى الشاهين                | الدائرة الأولى     |
| مرزوق علي الغانم                  | الدائرة الثانية    |
| محمد براك المطير                  | الدائرة الثانية    |
| خليل إبراهيم الصالح               | الدائرة الثانية    |
| الدكتور حمد محمد المطر            | الدائرة الثانية    |
| سلمان خالد الحليله                | الدائرة الثانية    |
| الدكتور خالد عايد العنزي          | الدائرة الثانية    |
| بدر ناصر الحميدي                  | الدائرة الثانية    |
| الدكتور بدر حامد الملا            | الدائرة الثانية    |
| حمد سيف الهرشاني                  | الدائرة الثانية    |
| أحمد محمد الحمد                   | الدائرة الثانية    |
| الدكتور عبدالكريم عبدالله الكندري | الدائرة الثالثة    |
| أسامة أحمد المناور                | الدائرة الثالثة    |
| مهند طلال الساير                  | الدائرة الثالثة    |
| الدكتور هشام عبدالصمد الصالح      | الدائرة الثالثة    |
| الدكتور عبدالعزيز طارق الصقعبي    | الدائرة الثالثة    |
| يوسف صالح الفضالة                 | الدائرة الثالثة    |
| مبارك زيد العرو                   | الدائرة الثالثة    |
| سعدون حماد العتيبي                | الدائرة الثالثة    |
| فارس سعد العتيبي                  | الدائرة الثالثة    |
| مهلهل خالد المضف                  | الدائرة الثالثة    |
| شعيب شباب المويزري                | الدائرة الرابعة    |
| فايز غنام الجمهور                 | الدائرة الرابعة    |
| مساعد عبدالرحمان العارضي          | الدائرة الرابعة    |
| محمد عبيد الراجحي                 | الدائرة الرابعة    |
| سعود سعد بوصليب                   | الدائرة الرابعة    |
| ثامر سعد السويط                   | الدائرة الرابعة    |
| مرزوق خليفة الخليفة               | الدائرة الرابعة    |
| فرز محمد الديحاني                 | الدائرة الرابعة    |
| سعد علي الخنفور                   | الدائرة الرابعة    |
| مبارك هيف الحجرف                  | الدائرة الرابعة    |
| حمدان سالم العازمي                | الدائرة الخامسة    |
| الدكتور عبيد محمد الوسمي          | الدائرة الخامسة    |
| مبارك عبدالله الخجمه              | الدائرة الخامسة    |
| الصيفي مبارك الصيفي               | الدائرة الخامسة    |
| خالد مؤنس العتيبي                 | الدائرة الخامسة    |
| حمود مبرك العازمي                 | الدائرة الخامسة    |
| صالح ذياب المطيري                 | الدائرة الخامسة    |
| ناصر سعد الدوسري                  | الدائرة الخامسة    |
| الدكتور محمد هادي الحويلة         | الدائرة الخامسة    |
| الدكتور أحمد مطيع العازمي         | الدائرة الخامسة    |

## الجلسة الافتتاحية

### ما قبل الجلسة الافتتاحية
قبل الجلسة الافتتاحية لمجلس الأمة 2020، حضر 40 نائب لعدة اجتماعات للتنسيق حول اختيار رئيس المجلس، وأتفقوا لاختيار بدر الحميدي رئيسًا لمجلس الأمة بعد تنازل محمد المطير وأُصدروا بيانًا يؤكدون دعمهم لبدر الحميدي مرشحًا للرئاسة.

### الجلسة الأفتتاحية (الجلسة الأولى)

#### حفل افتتاح دور الأنعقاد الأول
في يوم الثلاثاء 15 ديسمبر 2020 عقد مجلس الأمة جلسته الأولى حيث تفضل صاحب السمو الشيخ نواف الأحمد الجابر الصباح أمير دولة الكويت وبحضور سمو الشيخ مشعل الأحمد الجابر الصباح ولي العهد بأفتتاح دور الأنعقاد العادي الأول من الفصل التشريعي ال16 وكما ألقى أمير دولة الكويت خطاب أمام المجلس والذي يطلق عليه (النطق السامي) 

#### انتخابات الرئاسة
وفي نفس اليوم 15 ديسمبر 2020 أستأنف مجلس الأمة جلسته الأولى مباشرة بعد أنتهاء حفل افتتاح دور الأنعقاد الأول ومغادرة الأمير وولي العهد مقر المجلس وترأس الجلسة في البداية لحين أنتخاب الرئيس حمد سيف الهرشاني بصفته أكبر الأعضاء سناً
وخلال الجلسة أدى أعضاء المجلس اليمين الدستورية
وخلال الجلسة قُدم طلب موقعًا من 39 نائبًا بالتصويت على الرئاسة بشكلٍ علني، إلا أن الطلب قُوبل بالرفض من قبل رئيس مجلس بالسن حمد سيف الهرشاني. وخلال الجلسة ترشح لرئاسة المجلس مرزوق علي الغانم بدر ناصر الحميدي وبعد جلسة ساخنة فاز مرزوق علي الغانم برئاسة مجلس الأمة للمرة الثالثة حيث جائت نتيجة الأنتخاب على الحو الأتي:
- مرزوق علي الغانم 33 صوت.
- بدر ناصر الحميدي 28 أصوات.

و3 أصوات مُبطلة.
وبعد ذالك تولى مرزوق علي الغانم رئاسة الجلسة

#### انتخابات نائب الرئيس
وبعد أنتخابات الرئاسة أجريت أنتخابات نائب الرئيس حيث فاز أحمد خليفة الشحومي بمنصب نائب الرئيس برصيد 41 صوتاً مُتفوقاً عن مُنافسه الدكتور حسن عبدالله جوهر الذي حصل على 19 صوت.

### انتخابات أمين سر المجلس
وبعد أنتخاب نائب الرئيس أجريت أنتخابات أمير ااسر حيث فاز فرز محمد الديحاني بمنصب أمين سر المجلس برصيد 39 صوت بعد منافسه مع سعدون حماد العتيبي الذي حصل على 20 صوت.

#### انتخابات مراقب المجلس
وبعد أنتخاب أمين السر أجريت أنتخابات المراقب حيث ترشح للمنصب فقط أسامة عيسى الشاهين وبذالك تم تزكيته لمنصب مراقب المجلس.

### ما بعد الجلسة الافتتاحية
وصف عدة نواب بأن الجلسة الافتتاحية كانت «مخيبة لآمال الشعب الكويتي» وقُدم طلب تشكيل لجنة تحقيق من عدة نواب وكان الطلب ينص على «تشكيل لجنة تحقيق في الاحداث المؤسفة التي حصلت في جلسة تاريخ 15/12/2020 وما شابها من انفلات أمني وتعد على النواب وإثارة الفوضى والتحقيق في شبهة وجود أوراق غير مختومة (مزورة) وكيفية وصولها إلى اعضاء مجلس الأمة، وما هو دور أمانة المجلس في ذلك»
وبعد الجلسة الأفتتاحية توترت العلاقة بين المجلس والحكومة خلال دور الأنعقاد الأول وكما أدى تصويت الحكومة ممثلة برئيس الوزراء والوزراء لمرزوق الغانم في أنتخابات الرئاسة إلى أستياء من قبل نواب المعارضة في مجلس الأمة حيث أعتبروا ذالك وقوفاً ضد أرادة الشعب وكما أستقالت الحكومة برئاسة الشيخ صباح الخالد الحمد الصباح في يناير 2021 بعد تأيد 38 عضواً لأستجوابه وكما زاد التوتر بين الحكومة والمجلس بعد تشكيل الحكومة في مارس 2021 وذالك بعد تقديم رئيس الوزراء الشيخ صباح الخالد طلب تأجيل الأستجوابات المقدمة له إلى ما بعد دور الأنعقاد الثاني حيث وافق المجلس على هاذا الطلب خلال جلسته العادية التي عقدت في يوم الثلاثاء 30 مارس 2021 والتي قاطعها أغلبية نواب المعارضة، وكما أدى التوتر إلى تعطل أنعقاد عدد من جلسات المجلس خلال دور الأنعقاد الأول.
وفي أواخر يونيو 2021 صدر مرسوم بفض دور الأنعقاد الأول أعتباراً من يوم الخميس 1 يوليو 2021

## بطلان عضوية الداهوم
في 14 مارس 2021، حكمت المحكمة الدستورية الكويتية برئاسة محمد بن ناجي ببطلان عضوية النائب المُعارض بدر الداهوم وفقًا لقانون المُسيئ. وقبل جلسة إعلان خلو المقعد وقسم الحكومة، أعلن 32 نائبًا عن مُقاطعة قسم الحكومة لعدم تمكينها من أداء القسم الدستوري، وأصدروا بيانًا ينص على «انتصارا للإرادة الشعبية واحتراما لدستور 1962 ومواده واستذكارا لمواقف رجال الدولة وأعضاء مجلس الأمة في عام 1964، الذين سطّروا صفحات مضيئة بتاريخ بلدنا الحبيب الكويت، نتعهد ونلتزم بمقاطعتنا جلسة قسم الحكومة كاملة وعدم تمكينها نهائيا من القسم، التي أعلن عنها 32 نائبا حتى الآن، داعين الشعب الكويتي لمراقبة المواقف ومحاسبة المقصرين أيا كانوا» وفي 30 مارس 2021، لم تنجح مُقاطعة الجلسة، حيثُ حضر الحد الأدنى المقبول من الأعضاء بحضور 33 نائب، وأعلن رئيس المجلس مرزوق الغانم عن خلو مقعد النائب بدر الداهوم، وأدت الحكومة قسمها الدستوري.

## الانتخابات التكميلية
في 14 أبريل 2021، أعلنت وزارة الداخلية الكويتية عن فتح باب الترشح لشغر مقعد الدكتور بدر الداهوم ابتداءً من 15 أبريل حتى 24 أبريل 2021. وفي 22 مايو 2021، أُعلنت نتائج الانتخابات التكميلية بفوز المُرشح الدكتور عبيد الوسمي بالمركز الأول بعد حصوله على 43,810 صوت وهو أعلى رقم في تاريخ الحياة البرلمانية في الكويت، بينما حصل أقرب مُنافسيه عجمي المتلقم على 1,331 صوت.

## حل المجلس وعودته بحكم المحكمة الدستورية
في يوم الأربعاء 22 يونيو 2022، وجه سمو الشيخ مشعل الأحمد الجابر الصباح ولي عهد دولة الكويت كلمة إلى الشعب الكويتي نيابتاً عن صاحب السمو الشيخ نواف الأحمد الجابر الصباح أمير دولة الكويت وخلال الكلمة أعلن ولي العهد عن حل مجلس الأمة والدعوة إلى انتخابات جديدة وذلك بسبب الخلافات والتصعيد بين المجلس والحكومة ومن أجل تصحيح مسار المشهد السياسي. 
وفي يوم الثلاثاء 2 أغسطس 2022 صدر رسمياً مرسوم حل مجلس الأمة. 
| مجلس الأمة الكويتي 2020 | مرسوم رقم 136 لسنة 2022 بحل مجلس الأمة بعد الاطلاع على المادة 107 من الدستور وعلى الأمر الأميري الصادر بتاريخ 10 ربيع الآخر 1443 هـ الموافق 15 نوفمبر 2021 م بالاستعانة بسمو ولي العهد لممارسة بعض اختصاصات الأمير الدستورية تصحيحاً للمشهد السياسي وما فيه من عدم توافق وعدم تعاون واختلافات وصراعات وتغليب المصالح الشخصية وعدم قبول البعض للبعض الاخر وممارسات وتصرفات تهدد الوحدة الوطنية وجب اللجوء إلى الشعب باعتباره المصير والامتداد والبقاء والوجود ليقوم بإعادة تصحيح المسار بالشكل الذي يحقق مصالحه العليا وبناء على عرض رئيس مجلس الوزراء وبعد موافقة مجلس الوزراء رسمنا بالآتي : مادة أولى يحل مجلس الأمة مادة ثانية على رئيس مجلس الوزراء والوزراء كل فيما يخصه - تنفيذ هاذا المرسوم ويعمل به من تاريخ صدوره وينشر في الجريدة الرسمية ولي العهد مشعل الأحمد الجابر الصباح رئيس مجلس الوزراء أحمد نواف الأحمد الصباح صدر بقصر السيف في: 4 محرم 1444 هـ الموافق 2 أغسطس 2022م. | مجلس الأمة الكويتي 2020 |

وكانت العلاقة بين الحكومة ومجلس الأمة قد توترت مجدداً في أواخر مارس 2022 حيث قدم 10 أعضاء من مجلس الأمة في 29 مارس 2022 طلب بعدم التعاون مع رئيس مجلس الوزراء سمو الشيخ صباح الخالد الحمد الصباح وتبع ذالك تأديد 16 عضواً من مجلس الأمة لعدم التعاون وبذالك أصبح عدد الأعضاء المؤيدين لعدم التعاون بمن فيهم مقدمين الطلب 26 ، وأتى تقديم طلب عدم التعاون بعد أن تم أستجواب رئيس الوزراء الشيخ صباح الخالد خلال جلسة مجلس الأمة التي عقدت في يوم الثلثاء 29 مارس 2022 وفي 5 أبريل 2022 رفع رئيس الوزراء الشيخ صباح الخالد أستقالة الحكومة إلى ولي العهد الشيخ مشعل الأحمد الجابر الصباح وفي 10 مايو 2022 صدر أمر أميري بقبول أستقالة الشيخ صباح الخالد رئيس مجلس الوزراء والوزراء وتكليف كل منهم في تصريف العاجل من شؤون منصبه لحين تشكيل الحكومة الجديدة.
وفي منتصف يونيو 2022 قام عدد من أعضاء مجلس الأمة بأجراء أعتصام داخل مكاتبهم بمبنى مجلس الأمة أحتجاجاً على تعطل أنعقاد جلسات مجلس الأمة وأنهى الأعضاء أعتصامهم في 22 يونيو 2022 بعد أنتهاء خطاب ولي العهد
وفي 19 مارس 2023، قررت المحكمة الدستورية إبطال مجلس الأمة 2022 وإبطال العملية الانتخابية بأكملها، وعودة مجلس الأمة 2020 كأن الحل لم يكن وذالك بسبب بطلان مرسوم حل مجلس الأمة 2020 

## حل المجلس مجدداً للمرة الثانية
في مساء يوم الإثنين 17 أبريل 2023 وجه سمو الشيخ مشعل الأحمد الجابر الصباح ولي عهد دولة الكويت كلمة إلى الشعب الكويتي بمناسبة العشر الأواخر من شهر رمضان المبارك نيابتاً عن صاحب السمو الشيخ نواف الأحمد الجابر الصباح أمير دولة الكويت وخلال الكلمة أعلن ولي العهد حل مجلس الأمة 2020 وذالك نزولاً وأحتراماً وأنتصاراً للأرادة الشعبية والدعوة لأنتخابات جديدة خلال الأشهر القادمة. 
وفي يوم الإثنين 1 مايو 2023 صدر مرسوماً بحل المجلس حيث جاء فيه: 
| مجلس الأمة الكويتي 2020 | مرسوم رقم 62 لسنة 2023 بحل مجلس الأمة بعد الاطلاع على الدستور وعلى المادة 107 منه وعلى الأمر الأميري الصادر بتاريخ 10 ربيع الآخر 1443 هـ الموافق 15 نوفمبر 2021 م بالاستعانة بسمو ولي العهد لممارسة بعض اختصاصات الأمير الدستورية واحتكاماً إلى الدستور ونزولاً واحتراماً للارادة الشعبية وصوناً للمصالح العليا للبلاد وحفاظاً على استقرارها في خصم المتغيرات الاقتصادية الدولية والإقليمية في الوقت الراهن والتحقيق طموحها في غد أفضل يوفر لمواطنيها الرفاهية والرقي ويجعلها في مصاف الأمم المتقدمة وجب الرجوع إلى الأمة مصدر السلطات لتقرر اختيار ممثليها للمشاركة في إدارة شؤون البلاد في المرحلة القادمة بما يساعد على تحقيق غاياتها المنشودة وبناء على عرض رئيس مجلس الوزراء وبعد موافقة مجلس الوزراء رسمنا بالآتي : مادة أولى يحل مجلس الأمة مادة ثانية على رئيس مجلس الوزراء والوزراء - كل فيما يخصه - تنفيذ هاذا المرسوم ويعمل به من تاريخ صدوره وينشر في الجريدة الرسمية ولي العهد مشعل الأحمد الجابر الصباح رئيس مجلس الوزراء أحمد نواف الأحمد الصباح صدر بقصر السيف في: 11 شوال 1444 هـ الموافق 1 مايو 2023م. | مجلس الأمة الكويتي 2020 |

## أدوار الانعقاد

### قائمة أدوار انعقاد مجلس الأمة الكويتي 2020
| دور الانعقاد               | بداية الفترة   | نهاية الفترة |
| -------------------------- | -------------- | ------------ |
| دور الانعقاد العادي الأول  | 15 ديسمبر 2020 | 1 يوليو 2021 |
| دور الانعقاد العادي الثاني | 26 أكتوبر 2021 | 1 مايو 2023  |